# Saray Orozco
Saray Orozco Rodríguez (Guadalajara, Jalisco; 12 de mayo de 1991) es una artista marcial mixta mexicana que compite en la división de peso paja femenino.

## Carrera de artes marciales mixtas

### Carrera temprana
Orozco inició su carrera en septiembre de 2015 con derrota. En sus primeras ocho peleas, acumuló cuatro victorias y cuatro derrotas, incluyendo peleas en LUX Fight League y Rizin Fighting Federation; la primera en México ante Laura Zamora en LUX 004 que logró ganar, y después en Japón ante Kanako Murata en Rizin FF 15, en la que fue derrotada por sumisión en el segundo asalto.

### LUX Fight League
Saray hizo su retorno en LUX Fight League el 17 de julio de 2020 enfrentando a Yajáira Romo (a quien previamente había derrotado cuatro años atrás) en LUX 009 en medio de un torneo de 8 peleadoras por el inaugural campeonato peso paja. Orozco terminaría llevándose la victoria por decisión unánime.
Su segunda pelea fue ante Alejandra Orozco el 12 de marzo de 2021 en LUX 012, ganando nuevamente por decisión unánime.
Orozco se enfrentó a Tania Torres en la final del torneo de peso paja el 6 de agosto de 2021 en LUX 015. Perdió la pelea por decisión mayoritaria.

#### Campeonato de Peso Paja Femenino
Orozco fue programada para enfrentar a la entonces Campeona de peso paja de LUX Diana Reyes el 26 de mayo de 2022 en LUX 022. Ella se consagró como la nueva campeona tras ganar la pelea por nocaut técnico en el tercer asalto.
La primera defensa titular de Orozco sería contra Andrea Vázquez en una pelea de uniificación celebrada el 19 de mayo de 2023 en LUX 032. Orozco se proclamó campeona absoluta de la división tras ganar por decisión unánime.

### Professional Fighters League
En su debut promocional en PFL, Orozco enfrentó a Sumiko Inaba el 13 de junio de 2024 en el evento PFL 4: 2024 Regular Season. No obstante, perdió la pelea por decisión dividida.
Orozco participaría en el torneo de peso mosca de PFL (su debut en esta división), enfrentándose a Ilra Joanne en la primera ronda. La pelea se llevó a cabo el 20 de junio de 2025 en PFL 6: 2025 Regular Season, en la que fue eliminada tras perder por decisión unánime.

## Participación en Exatlon México
Orozco participó en la sexta temporada del reality de TV Azteca Exatlón México, formando parte del equipo rojo «Famosos». Aunque estuvo un breve periodo (fue la quinta eliminada de 25 concursantes), consiguió una medalla de plata.

## Campeonatos y logros
- LUX Fight League
  - Campeonato de Peso Paja Femenino de LUX (una vez)
  - Reinado más largo de campeona de peso paja femenino en la historia de LUX (737 días)
  - Mayor cantidad de victorias por decisión unánime en la historia de la división de peso paja femenino de LUX (4)
  - Segunda mayor número de victorias en peleas femeniles por el título de LUX (2)
  - Primera mujer en encabezar dos veces un evento de LUX

## Récord de artes marciales mixtas
| Récord profesional | Récord profesional | Récord profesional |
| 15 peleas          | 8 victorias        | 7 derrotas         |
| ------------------ | ------------------ | ------------------ |
| Nocaut             | 2                  | 0                  |
| Sumisión           | 1                  | 1                  |
| Decisión           | 5                  | 6                  |

| Resultado | Récord | Oponente             | Método                    | Evento                                  | Fecha                    | Ronda | Tiempo | Localización            | Notas                                                                          |
| --------- | ------ | -------------------- | ------------------------- | --------------------------------------- | ------------------------ | ----- | ------ | ----------------------- | ------------------------------------------------------------------------------ |
| Derrota   | 8–7    | Ilra Joanne          | Decisión (unánime)        | PFL 6: 2025 Regular Season              | 20 de junio de 2025      | 3     | 5:00   | Wichita, Kansas         | Debut en peso mosca. Torneo de peso mosca femenino de PFL.                     |
| Derrota   | 8–6    | Sumiko Inaba         | Decisión (unánime)        | PFL 4: 2024 Regular Season              | 13 de junio de 2024      | 3     | 5:00   | Uncasville, Connecticut |                                                                                |
| Victoria  | 8–5    | Andrea Vázquez       | Decisión (unánime)        | LUX 032                                 | 19 de marzo de 2023      | 5     | 5:00   | Guadalajara             | Unificó el Campeonato de Peso Paja Femenino de LUX.                            |
| Victoria  | 7–5    | Diana Reyes          | TKO (paro médico)         | LUX 022                                 | 26 de mayo de 2022       | 3     | 5:00   | Ciudad de México        | Ganó el Campeonato de Peso Paja Femenino de LUX.                               |
| Derrota   | 6–5    | Tania Torres         | Decisión (mayoritaria)    | LUX 015                                 | 6 de agosto de 2021      | 5     | 5:00   | Monterrey               | Final de torneo Guerreras LUX. Por el Campeonato de Peso Paja Femenino de LUX. |
| Victoria  | 6–4    | Alejandra Orozco     | Decisión (unánime)        | LUX 012                                 | 12 de marzo de 2021      | 3     | 5:00   | Monterrey               |                                                                                |
| Victoria  | 5–4    | Yajáira Romo         | Decisión (unánime)        | LUX 009                                 | 17 de julio de 2020      | 3     | 5:00   | Monterrey               |                                                                                |
| Derrota   | 4–4    | Silvana Gómez Juárez | Decisión (unánime)        | Combate 45                              | 27 de septiembre de 2019 | 3     | 5:00   | Guadalajara             |                                                                                |
| Derrota   | 4–3    | Kanako Murata        | Sumisión (shoulder choke) | Rizin 15                                | 21 de abril de 2019      | 2     | 2:12   | Yokohama                |                                                                                |
| Victoria  | 4–2    | Laura Zamora         | Decisión (unánime)        | LUX 004                                 | 15 de marzo de 2019      | 3     | 5:00   | Ciudad de México        |                                                                                |
| Victoria  | 3–2    | Francia Bonilla      | Sumisión (armbar)         | BDMMA 4                                 | 1 de diciembre de 2018   | 1     | 1:30   | Zinacantepec            |                                                                                |
| Victoria  | 2–2    | Sarai Saenz Flores   | KO (patada a la cabeza)   | Hardcore Fighter 1                      | 3 de marzo de 2018       | 1     | 4:19   | Cancún                  |                                                                                |
| Derrota   | 1–2    | Montserrat Ruiz      | Decisión (unánime)        | The Art of Fighting: In Search of Glory | 2 de septiembre de 2017  | 3     | 5:00   | Guadalajara             |                                                                                |
| Victoria  | 1–1    | Yajáira Romo         | Decisión (unánime)        | Gladiadores Extremos                    | 18 de febrero de 2016    | 3     | 5:00   | Guadalajara             |                                                                                |
| Derrota   | 0–1    | Elena Candelas       | Decisión (unánime)        | CFN MMA League 6                        | 5 de septiembre de 2015  | 3     | 5:00   | Zapopan                 |                                                                                |